# Misa Amane
Misa Amane (弥海砂 Amane Misa?) es un personaje de la serie de manga Death Note, escrita por Tsugumi Ōba e ilustrada por Takeshi Obata. En un universo donde existen los shinigami, es una idol japonesa portadora de una «Death Note», libreta que sirve de instrumento para asesinar a cualquier persona anotando el nombre de esta, siempre y cuando se cumplan ciertos requisitos. Una vez que se alía con el protagonista, Light Yagami, con el propósito de matar a todos los criminales y crear un «nuevo mundo», se convierte en una asesina en serie cuya identidad resulta desconocida por la policía. Misa, quien cumple el papel de interés amoroso, es sumamente sumisa con Light y acata sus órdenes sin objetar, aun cuando sus poderes sobrenaturales son superiores a los de él.
Como personaje principal de la obra, se la incluyó en películas y otras adaptaciones basadas en la franquicia. Aya Hirano proporcionó su voz para este personaje en la versión animada original, mientras que en los doblajes para España e Hispanoamérica esta función recayó en Nuria Trifol y Rebeca Gómez, respectivamente. En cuanto a las adaptaciones en imagen real, ha sido interpretada por, entre otras actrices, Erika Toda y Margaret Qualley. Hubo opiniones de todo tipo de los medios de comunicación sobre Misa, puesto que algunos analistas la encontraron entretenida y otros, irritante. Por otra parte, ha inspirado a cosplayers a disfrazarse de ella y se han creado variedad de productos con su imagen, como fragancias o sabores de té.

## Creación
Si bien este personaje realiza su primera aparición en el tercer volumen, Tsugumi Ōba había tenido en mente crear un segundo portador de una Death Note desde antes de la serialización. Creía que el manga, dirigido a hombres jóvenes, se tornaría aburrido si únicamente incluía protagonistas masculinos, razón por la que agregó a «una chica linda». Además, esta incorporación haría al manga más «llamativo visualmente», mientras que su apego por el protagonista permitiría al autor escribir una subtrama que tratase un «amor puro y devoto», algo que quería publicar hacía tiempo. Debido a su papel de portadora de los «ojos de shinigami», habilidad que se obtiene al hacer un trato con un shinigami y recorta años de vida, se la concibió como una muchacha «impulsiva y no muy lista». Esto, además, contrastaría con Light Yagami, cuya idiosincrasia jamás le permitiría realizar un acuerdo como ese. Ōba no recuerda con certeza de dónde surgió el nombre: «[Misa] fue aleatorio, más o menos, pero creo que viene del término "kuromisa" [Misa negra]... Debe haber salido de algún lado».
Ōba y el ilustrador Takeshi Obata le asignaron un estilo gothic lolita porque un diseño de esas características representaría «a los shinigami y su mundo». A los dos les gustaba esa moda y creyeron que el hecho de que Misa apareciera vestida de esa forma captaría la atención del lector. Obata la dibujó de manera que tuviera cualidades tanto de idol japonesa como de estrella de rock occidental, y no hizo que el cabello cubriera mucho el rostro, algo característico de las gothic lolita, porque «hacerla totalmente gótica hubiera sido exagerado». Supuso que un diseño que no fuera un completo estereotipo también agradaría a lectores no interesados en las gothic lolita en particular. Debido a que en Death Note hay un salto temporal de unos años, se requirió modificar la apariencia de Misa. Ahora convertida en una idol muy famosa, sus vestimentas pasan a ser de colores más vivos para asemejarse a ropas de una celebridad. Obata afirmó que este es el personaje que más le costó dibujar, puesto que no terminaba de comprender la mentalidad de una persona que «hace cualquier cosa por quien ama» y le llevaba trabajo ilustrar las expresiones, en ocasiones tontas y en otras, serias. Se optó por introducirla con la historia ya avanzada, luego de que Light asesina a Naomi Misora. La razón por la que no se hace mención de ella en el final es que, simplemente, al autor no se le ocurrió una escena donde incluirla.

## Historia

### Papel enDeath Note

Death Note de Misa, con inscripción escrita por un shinigami

Nacida el 25 de diciembre de 1984, Misa Amane trabaja desde joven como modelo y se la reconoce por su belleza. Obtuvo la «Death Note», libreta con la que puede asesinar a cualquier persona anotando el nombre de esta —siempre y cuando conozca también el rostro—, de parte de un shinigami llamado Gelus. Este estaba enamorado de ella y observó desde el mundo shinigami a un seguidor obsesionado intentando atacarla, así que anotó el nombre de ese hombre en su Death Note. Como salvó a Misa, Gelus murió inmediatamente, porque estas criaturas tienen prohibido extender el tiempo de vida de los humanos. Un shinigami que presenció el suceso, Rem, entregó el cuaderno a Misa y se convirtió en su acompañante.
Quedó huérfana luego de que un criminal ingresara a su casa y matara a sus padres delante de ella, hecho que sucedió un año antes del comienzo de la historia. El autor nunca fue enjuiciado, pero murió como tantos otros criminales una vez que Kira comenzó a usar la Death Note para «limpiar» el mundo de maleantes. A partir de ese momento, Misa desarrolló devoción hacia esta figura, por lo que se propuso a descubrir su identidad para así ponerse en contacto. Con este fin, realizó un trato mediante el que perdió la mitad de su tiempo de vida a cambio de los «ojos de shinigami», habilidad que le permite saber el nombre y los años restantes de alguien con solo verlo en persona. Ya introducida en la obra y ahora convertida en «el segundo Kira», envía cintas de video con mensajes anónimos dedicados a esta figura a una cadena de televisión. Misa sabe que si ve a Kira en persona lo reconocerá, porque los ojos de shinigami no le permiten visualizar los años de vida de otro portador de una Death Note. Así, orquesta un plan mediante el que lo induce a pasar por un sitio concreto y termina enterándose de que Kira es un adolescente llamado Light Yagami.
En este punto, Light está corrompido por el poder y dispuesto a matar indiscriminadamente con tal de lograr su objetivo, además de que el famoso detective L sospecha de que es Kira. Misa se pone en contacto con Light, de quien se enamora, y le dice que hará lo que sea para ayudarlo en la causa. Light —que no está dispuesto a hacer el trato de los ojos shinigami— la desprecia y considera que es estúpida, pero decide usarla para que descubra el verdadero nombre de L. De cara a la policía actúan como novios y Misa llega a conocer a L, aunque por diversos motivos no puede saber su nombre. En las escenas compartidas con Light y L, su personalidad infantil aporta alivio cómico a una serie mayormente dramática. Cabe resaltar que en una ocasión pierde los ojos shinigami y vuelve a hacer el trato, por lo que su tiempo restante de vida se reduce a una cuarta parte del original.
Con el avance de la trama, Light manipula a Rem para que asesine a L, lo cual hace que el shinigami también muera en el proceso. Después de un salto temporal de cinco años, Misa y Light son pareja y controlan el mundo prácticamente sin oposición. Este dominio llega a su fin cuando dos discípulos de L, Near y Mello, continúan las investigaciones. Al verse arrinconado, el protagonista convence a Misa de que renuncie a la propiedad de la Death Note, ya que así perderá los recuerdos sobre esta y difícilmente se la podrá vincular con él. Por lo tanto, durante el resto de la historia pasa a ser simplemente la novia de Light que no sabe nada acerca de la libreta. Near finalmente demuestra la culpabilidad de Light, quien muere por obra del shinigami Ryuk. El destino de Misa no se aclara en la serie, pero Ōba teorizó que se deprimió y se suicidó. En el anime, en una escena durante los créditos del episodio final se la muestra en lo alto de una azotea, lo que lleva al espectador a suponer que se quitó la vida saltando al vacío.

### En otros medios
Se han producido adaptaciones de Death Note en varios formatos y en estas se ha incluido al personaje. En las primeras producciones su papel servía simplemente como generador de fanservice, pero en proyectos posteriores se la desarrolló más y en ocasiones se la mostró como una mujer fuerte. Existen cuatro películas japonesas basadas en la serie: Death Note, Death Note: el último nombre (2006), L: Change the World (2008) y Death Note: iluminando un nuevo mundo (2017), en las cuales Erika Toda interpretó a Misa. El personaje tiene una importante participación en las dos primeras, mientras que en la tercera solo realiza una aparición especial, dado que se trata de un spin-off centrado en L. En la cuarta, ambientada diez años después de la primera, Misa ha perdido sus recuerdos, ya que renunció a la propiedad de la libreta. Toda la halló «complicada y fascinante», y añadió que «cumple todo lo que se propone. Eso es admirable, aunque lo que hace es criminal».
En 2017 se estrenó una película homónima basada en el manga pero realizada en Estados Unidos, en la que Misa pasa a llamarse Mia Sutton y es encarnada por Margaret Qualley. En esta versión, es modelo y funge como pareja de Light, aunque su importancia en los asesinatos de Kira es mayor y su papel es más antagónico. «En cierto modo, en personalidad Mia se parece más al Light del manga que a Misa. Es un poco más sociópata», dijo el director, Adam Wingard. Además, en la serie de televisión homónima transmitida por Nippon Television en 2015, que presenta algunas diferencias con el manga, Hinako Sano se encargó de interpretar a Misa. Por otra parte, en Death Note: The Musical se dedica mayormente a la música y no al modelaje, y como se realizaron varias funciones hubo muchas actrices que la encarnaron, como Adrienne Warren o Frances Mayli McCann. Asimismo, es uno de los tres personajes de Death Note jugables en Jump Super Stars (2005). Por lo demás, en el anime es interpretada por Aya Hirano, mientras que Nuria Trifol y Rebeca Gómez hicieron lo propio para los doblajes de España e Hispanamérica, respectivamente.

## Recepción
El personaje generó críticas dispares de la prensa especializada, dado que una parte la consideró entretenida y diferente al resto del elenco, mientras que otro sector se refirió a ella como «irritante, sumisa y desperdiciada». Briana Lawrence de Anime News Network destacó que Misa, una persona común que comparte escenas con figuras brillantes intelectualmente, sea propietaria de una Death Note, si bien se mostró disconforme con su nula aparición en el epílogo. En su reseña sobre la serie, THEM Anime Reviews definió a Misa como «adorable, pero trágica», y agregó que su aporte es «enamorarse patéticamente de Light» y poner en peligro sus estrategias a la hora de eludir a la policía. En cuanto a las adaptaciones, Christy Lee S. W. escribió en The Star que la interpretación de Erika Toda al principio resulta molesta porque es excesivamente alegre, pero conforme avanza la película el personaje termina siendo «bastante entrañable».
Tanto el manga como Misa se hicieron enormemente populares dentro de la industria. En virtud de su diseño, se convirtió en uno de los personajes góticos más icónicos del anime. En relación con esto, la analista de Crunchyroll Carolyn Burke la ubicó tercera en su lista sobre las siete mejores chicas góticas del anime y destacó «sus vestidos babydoll negros, gargantillas, cruces y conjuntos de medias y ligas. Misa Misa no solo luce bien, sino que tiene un verdadero corazón oscuro». El personaje ha inspirado a personalidades a realizar cosplay vistiéndose de ella, incluso años después de la finalización de la serie. En cuanto a mercadotecnia, se han lanzado a la venta productos con su imagen como figuras Nendoroid, fragancias, mezclas de té sabor fresa y frambuesa, y prendas de vestir.